# Щоголева Наталія Семенівна
Наталія Щоголева (нар. до 1880 року — Катеринослав (нині — Дніпро) 1 листопада 1913) — українська лікарка, активний член Катеринославської «Просвіти». Псевдо — Щоголіва, Щоголівна. 

## Життєпис

### Лікарська діяльність
Щоголева — співробітниця катеринославської земської лікарні, допомагала влаштуватися О. П. Косач-Кривинюк, сестрі Лесі Українки. Збереглося 6 листів 1909 — 1911, адресованих Наталією Дмитру Яворницькому.
Працювала вчителем гігієни і лікарем 1-ї міської жіночої гімназії (ріг Поліцейської і Полтавської вул., нині — один з корпусів Національної гірничої академії). 
Домашня адреса в різних довідниках подана різна: Лагерна, 4 і Козача, 25. 

### Діяльність у Січеславській (Катеринославській) «Просвіті»
15 грудня 1909 вона разом з Дорошенком, Хріннинковим, Курачем, Синициною, Кривинюк та Куличенком обрана до складу фінансової комісії, яка намагалась впорядкувати фінансовий стан товариства, проте не спромоглася. 
Єдине засідання комісії відбулось 18 грудня 1909. На загальних зборах 26 вересня 1911 обрана членом ради товариства.
Д. Дорошенко згадує Щоголеву серед жінок-українок, які діяльно працювали в Січеславській «Просвіті».
У 1913 Щоголева серйозно захворіла. У повідомленні про загальні збори Катеринославської «Просвіти» 22 вересня 1913 зазначалося: 

«Наприкінці збори постановили одрядити депутацію до члена ради Н. С. Щоголівої, яка тепер тяжко занедужала, щоб висловити їй од зборів пошану, співчуття в її горі і щиру подяку за її участь в просвітянській роботі».

### Смерть
У повідомленні про смерть просвітянки говорилося: 

«1 ноября о 8 годині вечора після довгої й тяжкої недуги померла в Катеринославі Наталія Щоголєва. Покійна була щирою свідомою громадянкою-українкою, брала участь у «Просвіті», поки сили мала, працювала в Раді «Просвіти», як діяльний член її. Передчасна смерть молодої працьовнині викличе щирий жаль у всіх, хто знав Наталію і як українську діячку, і як жінку-лікаря».

На її похорон 3 листопада 1913 прибула рада місцевої «Просвіти» і чимало просвітян. На труну від «Просвіти» було покладено вінок з написом «Щирій громадянці — Катеринославська «Просвіта». Вінок з українським написом був і від сім’ї небіжчиці: «Згасла од надмірної праці на шляху життя».